# Елой Іманірагуа
Елой Іманірагуа (нар. 1 січня 1995, Кігалі) — руандійський плавець.
Учасник Олімпійських Ігор 2016 року.